# Рис-Оранжис (кантон)
Рис-Оранжи́с (фр. Ris-Orangis) — кантон у Франції, в департаменті Ессонн регіону Іль-де-Франс.

## Склад кантону
Кантон включає в себе 1 муніципалітет:
| Муніципалітет | Площа | Населення, осіб | Рік  |
| ------------- | ----- | --------------- | ---- |
| Рис-Оранжис   | 8,71  | 26691           | 2007 |

## Консули кантону
| Період    | Консул         | Посада                         |
| --------- | -------------- | ------------------------------ |
| 1982—1994 | Daniel Perrin  | Мер муніципалітету Рис-Оранжис |
| 1994—2014 | Thierry Mandon | Мер муніципалітету Рис-Оранжис |

| Франція | Це незавершена стаття з географії Франції. Ви можете допомогти проєкту, виправивши або дописавши її. |